# St. Michael und St. Elisabeth (Schröck)

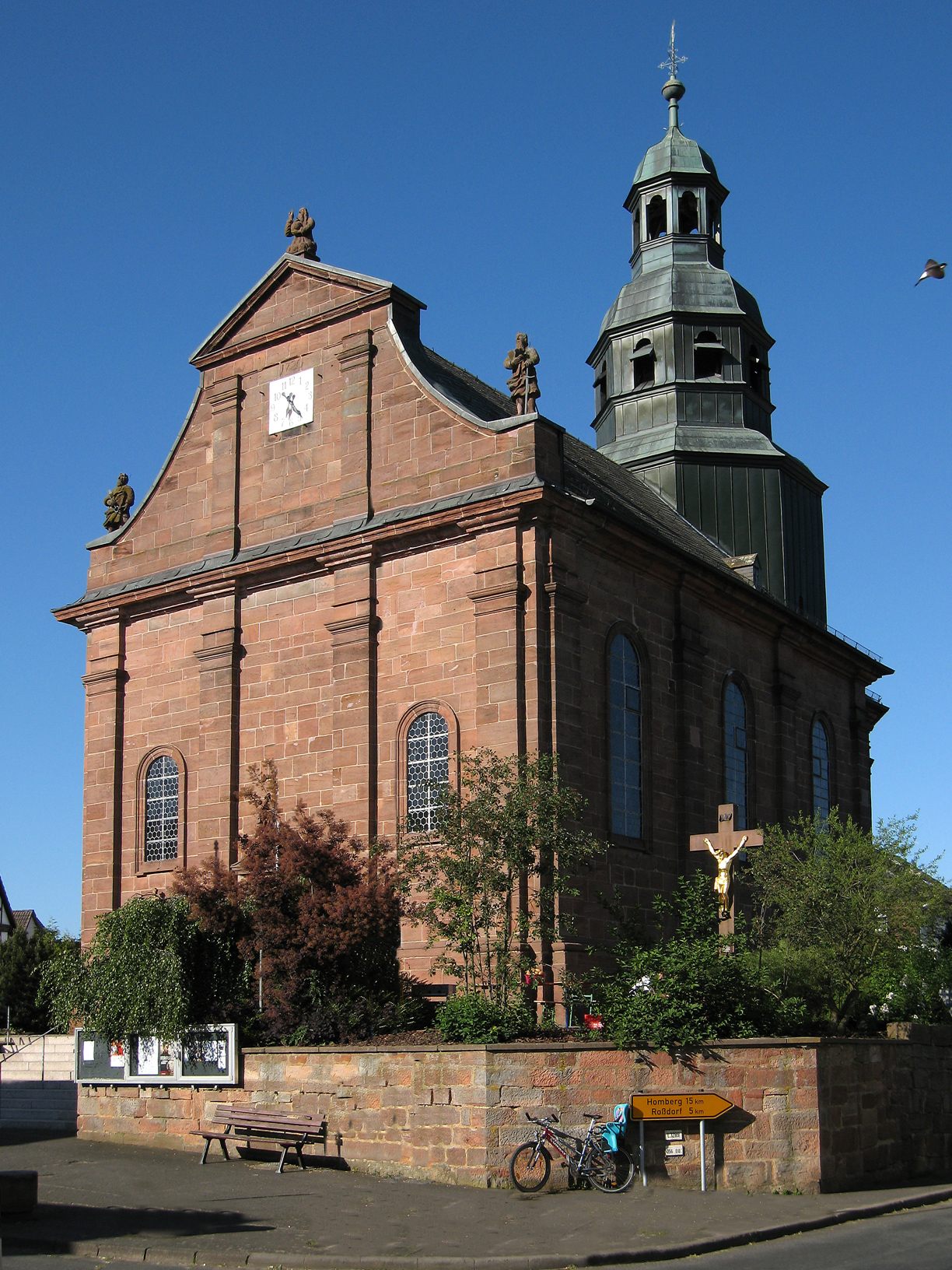
St. Michael und St. Elisabeth (Schröck)

Die römisch-katholische Filialkirche St. Michael und St. Elisabeth in der Pfarrei St. Bonifatius Amöneburger Land im Dekanat Marburg-Amöneburg des Bistums Fulda, ist ein denkmalgeschütztes Kirchengebäude das in Schröck steht, einem Stadtteil von Marburg im Landkreis Marburg-Biedenkopf in Hessen.

## Beschreibung
Die barocke Saalkirche mit drei Jochen des Kirchenschiffs wurde 1720–1726 aus Quadermauerwerk erbaut. Der eingezogene Chor, der sich unter dem  mit einer abgetreppten Haube bedeckten Chorturm befindet, hat einen dreiseitigen Abschluss. Die Wände sind mit Pilastern gegliedert, zwischen denen sich Bogenfenster befinden. Die Fassade im Westen hat einen Schweifgiebel, auf dem in der Mitte eine Statue von Jesus Christus und an den Seiten Statuen von Petrus und Paulus stehen. Über dem Portal steht die Statue der Heiligen Elisabeth. Im Innenraum stehen Statuen der vier Evangelisten. Beim zweigeschossig gegliederten Hochaltar aus dem Jahr 1743 fehlen die ursprünglichen Gemälde und Statuen. Die beiden Nebenaltäre, einer ist Maria, der andere Anna geweiht, stammen aus der 1865 abgebrochenen Amöneburger Stiftskirche. Die Orgel mit 11 Registern, 2 Manualen und Pedal wurde 1895 von den Gebrüdern Ratzmann erbaut, 1939 von den Gebrüdern Späth umgebaut und 1994 von Wolfgang Oberlinger restauriert.